# Смолигово
Смолигово (Смолига) — деревня в Дятьковском районе Брянской области, в составе Бытошского городского поселения. Расположена в 4 км к северу от посёлка городского типа Бытошь, в 5 км к востоку от села Немеричи. Население — 2 человека (2010).
Возникла на рубеже XIX—XX веков как хутор. Входила в Немеричский, позднее Будочковский сельсовет.
| Годы      | 1926 | 1979 | 1989 | 2002 | 2010 |
| --------- | ---- | ---- | ---- | ---- | ---- |
| Население | 77   | 59   | 14   | 3    | 2    |